# Natação no Campeonato Mundial de Esportes Aquáticos de 2023 - 800 m livre feminino
A disputa na modalidade 800 metros livre feminino de Natação no Campeonato Mundial de Esportes Aquáticos de 2023 fora realizada nos dias 28 e 29 de julho de 2023 na Marine Messe Fukuoka em Fukuoka, no Japão. Ao todo, 34 nadadoras de 25 Comitês Olímpicos Nacionais participaram do evento. Katie Ledecky, nadadora estadunidense, tornou-se hexacampeã mundial do evento.

## Formato da competição
A competição consiste em duas rodadas: eliminatórias e final. As nadadoras os 8 melhores tempos nas eliminatórias avançam a final. Desempates (swim-offs) são utilizados conforme necessário para quebrar os empates de avanço a próxima rodada.

## Calendário
Todos os horários estão na Hora legal japonesa (UTC+9).
| Data                | Horário | Fase          |
| ------------------- | ------- | ------------- |
| 28 de julho de 2023 | 12:13   | Eliminatórias |
| 29 de julho de 2023 | 21:23   | Final         |

## Recordes
Antes desta competição, os recordes mundiais e do campeonato nesta prova eram os seguintes:
| Tipo                  | Atleta        | Tempo     | Local          | Data                 |
| --------------------- | ------------- | --------- | -------------- | -------------------- |
|                       | Katie Ledecky | 8m 04s 79 | Rio de Janeiro | 12 de agosto de 2016 |
| Recorde do campeonato | Katie Ledecky | 8m 07s 39 | Cazã           | 8 de agosto de 2015  |

## Medalhistas
| Ouro                           | Prata              | Bronze                     |
| Katie Ledecky · Estados Unidos | Li Bingjie · China | Ariarne Titmus · Austrália |

## Resultados

### Eliminatórias
As eliminatórias serão realizadas no dia 27 de julho com início às 12:13.
| Pos. | Bateria | Raia | Nadadora                 | CON                | Tempo   | Notas            |
| ---- | ------- | ---- | ------------------------ | ------------------ | ------- | ---------------- |
| 1    | 4       | 4    | Katie Ledecky            | Estados Unidos     | 8:15.60 | Q                |
| 2    | 3       | 6    | Li Bingjie               | China              | 8:20.51 | Q                |
| 3    | 3       | 5    | Erika Fairweather        | Nova Zelândia      | 8:21.06 | Q                |
| 4    | 3       | 4    | Ariarne Titmus           | Austrália          | 8:21.25 | Q                |
| 5    | 4       | 5    | Lani Pallister           | Austrália          | 8:21.38 | Q                |
| 6    | 4       | 3    | Simona Quadarella        | Itália             | 8:21.65 | Q                |
| 7    | 3       | 3    | Isabel Gose              | Alemanha           | 8:21.71 | Q                |
| 8    | 4       | 6    | Jillian Cox              | Estados Unidos     | 8:22.20 | Q                |
| 9    | 4       | 7    | Anastasiia Kirpichnikova | França             | 8:22.74 |                  |
| 10   | 4       | 0    | Ajna Késely              | Hungria            | 8:28.23 |                  |
| 11   | 3       | 1    | Waka Kobori              | Japão              | 8:29.54 |                  |
| 12   | 4       | 1    | Eve Thomas               | Nova Zelândia      | 8:31.72 |                  |
| 13   | 3       | 0    | Beatriz Dizotti          | Brasil             | 8:32.42 |                  |
| 14   | 2       | 6    | Alisée Pisane            | Bélgica            | 8:32.52 | Recorde nacional |
| 15   | 3       | 7    | Deniz Ertan              | Turquia            | 8:32.54 |                  |
| 16   | 4       | 8    | Miyu Namba               | Japão              | 8:34.62 |                  |
| 17   | 2       | 8    | Gan Ching Hwee           | Singapura          | 8:36.31 |                  |
| 18   | 2       | 2    | Emma Finlin              | Canadá             | 8:36.47 |                  |
| 19   | 2       | 5    | Kristel Köbrich          | Chile              | 8:37.09 |                  |
| 20   | 4       | 2    | Yang Peiqi               | China              | 8:37.16 |                  |
| 21   | 4       | 9    | Jimena Pérez Blanco      | Espanha            | 8:37.40 |                  |
| 22   | 3       | 2    | Merve Tuncel             | Turquia            | 8:39.47 |                  |
| 23   | 3       | 8    | Ángela Martínez          | Espanha            | 8:39.60 |                  |
| 24   | 2       | 3    | Bettina Fábián           | Hungria            | 8:39.63 |                  |
| 25   | 3       | 9    | Tamila Holub             | Portugal           | 8:42.90 |                  |
| 26   | 2       | 7    | Han Da-kyung             | Coreia do Sul      | 8:43.68 |                  |
| 27   | 2       | 4    | Gabrielle Roncatto       | Brasil             | 8:48.36 |                  |
| 28   | 2       | 0    | Artemis Vasilaki         | Grécia             | 8:49.61 |                  |
| 29   | 2       | 1    | Imani de Jong            | Países Baixos      | 8:50.81 |                  |
| 30   | 1       | 6    | Diana Taszhanova         | Cazaquistão        | 8:51.46 |                  |
| 31   | 1       | 4    | Maria Bramont-Arias      | Peru               | 8:59.52 |                  |
| 32   | 1       | 5    | Eva Petrovska            | Macedônia do Norte | 9:06.00 |                  |
| 33   | 1       | 3    | Sasha Gatt               | Malta              | 9:08.63 |                  |
| 34   | 2       | 9    | Võ Thị Mỹ Tiên           | Vietname           | 9:15.23 |                  |

### Final
A final será realizada no dia 23 de julho às 21:23.
| Pos.              | Raia | Nadadora          | CON            | Tempo   | Notas            |
| ----------------- | ---- | ----------------- | -------------- | ------- | ---------------- |
| Medalha de ouro   | 4    | Katie Ledecky     | Estados Unidos | 8:08.87 |                  |
| Medalha de prata  | 5    | Li Bingjie        | China          | 8:13.31 | Recorde asiático |
| Medalha de bronze | 6    | Ariarne Titmus    | Austrália      | 8:13.59 | =                |
| 4                 | 7    | Simona Quadarella | Itália         | 8:16.46 |                  |
| 5                 | 1    | Isabel Gose       | Alemanha       | 8:17.95 |                  |
| 6                 | 8    | Jillian Cox       | Estados Unidos | 8:19.73 |                  |
| 7                 | 2    | Lani Pallister    | Austrália      | 8:21.33 |                  |
| 8                 | 3    | Erika Fairweather | Nova Zelândia  | 8:28.21 |                  |

Legenda
| Recorde mundial       | Recorde mundial (World record)               |                       | Recorde africano                      | Recorde africano (African) |                                           | Q | Classificado por posição (Qualified) |
| Recorde do campeonato | Recorde do campeonato (Championship record)  | Recorde da América    | Recorde da América (Americas)         | q                          | Classificado por melhor tempo (Qualified) |   |                                      |
| Melhor marca do ano   | Melhor marca do ano (World leading)          | Recorde asiático      | Recorde asiático (Asian)              | DNS                        | Não largou (Did not start)                |   |                                      |
| Recorde nacional      | Recorde nacional (National record)           | Recorde europeu       | Recorde europeu (European)            | DNF                        | Não terminou (Did not finish)             |   |                                      |
| Recorde pessoal       | Recorde pessoal do atleta (Personal best)    | Recorde da Oceania    | Recorde da Oceania (Oceania)          | DSQ / DQ                   | Desclassificado (Disqualified)            |   |                                      |
| Recorde da temporada  | Recorde da temporada do atleta (Season best) | Recorde sul-americano | Recorde sul-americano (South America) | NM                         | Sem marca (No mark)                       |   |                                      |